# Eupithecia ogilviata
Eupithecia ogilviata är en fjärilsart som beskrevs av W. Warren 1905. Eupithecia ogilviata ingår i släktet Eupithecia och familjen mätare. Inga underarter finns listade i Catalogue of Life.